# 454419 Hansklausreif
454419 Hansklausreif è un asteroide della fascia principale. Scoperto nel 2010, presenta un'orbita caratterizzata da un semiasse maggiore pari a 2,5253942 UA e da un'eccentricità di 0,0679445, inclinata di 11,71630° rispetto all'eclittica.